# En chance til
En chance til er en dansk thriller fra 2015, som er instrueret af Susanne Bier, mens Anders Thomas Jensen har skrevet manuskriptet. På rollelisten ses skuespillerne Nikolaj Coster-Waldau, Nikolaj Lie Kaas, Ulrich Thomsen, Maria Bonnevie, Lykke May Andersen, Kirsten Lehfeldt, Søs Egelind og Bodil Jørgensen.
Filmen fik verdenspremiere på Toronto Film Festival i Canada i september 2014, mens den i Danmark havde biografpremiere den 15. januar 2015. Trods lunkne anmeldelser solgte den 50.917 billetter i premiereweekenden, hvilket er Biers næststørste premiereweekend overhovedet, kun overgået af Den skaldede frisør (2012). En chance til er blevet solgt til 134 lande over hele verden.

## Handling
De to kriminalkommissærer og bedste venner, Andreas og Simon, lever vidt forskellige liv. Andreas er lykkelig med sin smukke kone Anne og deres fælles søn, mens den fraskilte Simon bruger størstedelen af sin tid, stangstiv, på den lokale stripklub. Men alt bliver vendt op og ned, da de en dag kaldes ud til husspektakel hos Tristan og Sanne, et junkiepar fanget i en ond spiral af vold og stoffer.
Det ligner en rutinesag – indtil Andreas finder deres forsømte baby, sulten og grædende. Den ellers så afmålte politimand bliver konfronteret med sin egen magtesløshed og rystes i sin grundvold. Og en nat stjæler han babyen. Efterhånden som Andreas mister grebet om retfærdighed, bliver det pludseligt op til den uregerlige Simon at genoprette grænsen mellem ret og uret.

## Produktion
En chance til har et budget på 35 mio. kroner og er produceret af Zentropa Entertainments i co-produktion med Zentropa International Sweden og Film I Väst. Den blev optaget fra den 18. november 2013 til den 14. januar 2014 på Sydfyn. I Svendborg blev diskoteket Crazy Daisy omdannet til stripklubben 'Doll House', hvor flere scener blev optaget.
Det lykkedes for Zentropa og Susanne Bier at hente en af landets største internationale skuespiller hjem for at spille hovedrollen i filmen. Som politimanden Andreas har Bier sikret Nikolaj Coster-Waldau sin første hovedrolle i en dansk spillefilm siden Ved verdens ende (2009). Coster-Waldau er blevet et stort navn i USA som Jaime Lannister i HBOs succes-serie Game of Thrones og har det seneste år også haft markante roller i gyseren Mama og Tom Cruises science-fiction-drama Oblivion. Det er også den fjerde Bier-film, som Ulrich Thomsen medvirker i. I 1997 indspillede de Sekten sammen og siden har han medvirket i Brødre (2004) og Hævnen (2010).
Manuskriptet er skrevet af Anders Thomas Jensen, som er baseret på en historie af Anders Thomas Jensen og Susanne Bier. Filmen blev klippet af Pernille Bech Christensen og Morten Højbjerg. Filmfotografen er Geir Hartly Andreassen, som senest har været fotograf på den Oscar-nominerede storfilm Kon-Tiki samt den franske scenograf Gilles Balabaud. En chance til produceres af Sisse Graum Jørgensen for Zentropa, som også har stået bag Susanne Bier-film som Brødre, Efter brylluppet, Hævnen og senest Den skaldede frisør.

## Medvirkende
- Andreas (Nikolaj Coster-Waldau)
- Simon (Ulrich Thomsen)
- Tristan (Nikolaj Lie Kaas)
- Anne (Maria Bonnevie)
- Sanne (Lykke May Andersen)
- Retsmediciner (Bodil Jørgensen)
- Klaus (Thomas Bo Larsen)
- Mand på klub (Roland Møller)
- Julie (Kirsten Lehfeldt)
- Caroline (Søs Egelind)
- Dommer (Charlotte Fich)